# 유이 (조위)
유이(劉廙, 180년 ~ 221년)는 중국 후한 말기 ~ 조위의 관료로, 자는 공사(恭嗣)이며 형주 남양군 안중현(安衆縣) 사람이다.

## 행적
전한의 종실 안중후(장사정왕의 아들 안중강후의 자손)의 후예라 한다.
형 유망지는 유표의 종사였다. 유망지가 유표에게 간언하였으나 받아들여지지 않아 관직을 버리고 고향으로 돌아왔을 때, 옛날 월나라의 범려가 패자가 된 후 교만해진 월왕 구천을 떠나 화를 피한 고사를 들어서, 다른 곳으로 옮기도록 충고했다. 유망지는 이를 듣지 않았고, 결국 모함을 받아 살해당했다. 유이는 두려움에 빠져 양주로 도망가 조조에게 귀의했다. 조조는 유이를 승상연속으로 임명했고, 오관장문학으로 전임시켰다. 당시 오관중랑장 조비는 유이를 인재감으로 보고, 초서를 쓰게 했다.
위나라가 건국되고, 유이는 황문시랑에 임명되었다. 조조가 장안에 있으면서 직접 촉을 정벌하려고 생각하자, 상소를 올려 반대하고 내치에 힘쓸 것을 주장했다.
위풍이 모반을 일으켰을 때, 아우 유위가 연루되었으므로, 유이 역시 주살되어야 했다. 진군이 조조에게 이것을 말했고, 조조는 춘추 시대 진의 명신 숙향이 아우 양설호의 죄로 인해 처벌받지 않은 고사를 들어, 특별히 사면하고 죄를 묻지 않고 승상창조속으로 옮겼다. 유이는 진군에게 감사했으나, 진군은 사양했다. 유이는 유위에게 위풍이 덕행을 닦지 않는 등의 점을 들어 위풍과 상통하지 말라고 했으나, 유위는 이를 따르지 않았다고 한다.
조조의 뒤를 이은 조비가 헌제의 선양을 받아 조위를 건국한 후(문제) 유이는 시중이 되었고, 관내후의 작위를 받았다.
황초 2년(221년)에 42세로 죽었다. 아들이 없어, 황제의 명으로 동생의 아들인 유부가 그 뒤를 이었다.

## 저서·주장
수십 편의 저서를 남겼으며, 정의와 함께 형법과 예절을 논했다. 오나라에서 사경(謝慶)이 유이의 '형벌을 우선하고 예절은 뒤에 한다'는 견해를 칭찬하자, 육손은 사경을 질책하며, “예절이 형벌보다 앞선 지 매우 오래 되었다. 유이가 번잡한 궤변으로 이전 성인들의 가르침을 왜곡한 것은 모두 잘못된 것이다. …(후략)…”이라 하였다.

## 인물평
《삼국지》의 저자 진수는 유이를 '맑은 견식으로써 저명했다'고 평하고 있다.

## 가계
- 유망지(劉望之) : 유표의 종사로 간언하다 주살되었다.
- 유위(劉偉) : 위풍의 모반에 연루되어 주살되었다.
- 유부(劉阜) : 자는 백릉(伯陵)이며, 진류태수다.
- 유교(劉喬) : 유부의 아들로 자는 중언(仲彦)이며, 서진 혜제 시대에 예주자사가 되었다.

## 출전
진수: 《삼국지》 권21 왕이이유부전 중 유이